# Балдуин II
Балдуин II (Balduin II. von Courtenay; * 1217; † 1273, Неапол) е от 1228 до 1261 г. последният император на Латинската империя от династията Куртене (Courtenay).

## Произход
Той е син на Йоланда Фландърска и Пиер дьо Куртене. Майка му е сестра на Балдуин IX Фландърски и Хенрих Фландърски, първите двама императори на Латинската империя. Баща му произлиза от краля на Франция Луи VI (1108 – декември 1137 г.).

## Император
След смъртта на брат му Робер дьо Куртене през 1228 г. единадесетгодишният Балдуин II става император. Бароните в Константинопол избират Йоан дьо Бриен за регент-съимператор[ неясно? ]. Балдуин II трябва да се ожени за дъщеря му, четиригодишната Мария. През 1234 г. те се женят, а през 1237 г. Йоан дьо Бриен умира и Балдуин остава единствен владетел.
През 1261 г. Константинопол е завладян от византийския император Михаил VIII Палеолог. Балдуин II и Мария бягат в Евбея, след това във Франция и 1267 г. в Италия при Шарл Анжуйски. Двамата имат син Филип дьо Куртене, който през октомври 1273 г. се жени за Беатрикс, дъщеря на Шарл I Анжуйски. Балдуин II умира след няколко дни и е погребан в катедралата на Барлета в Барлета-Андрия-Трани, Апулия, Италия.